# Сократівська іронія

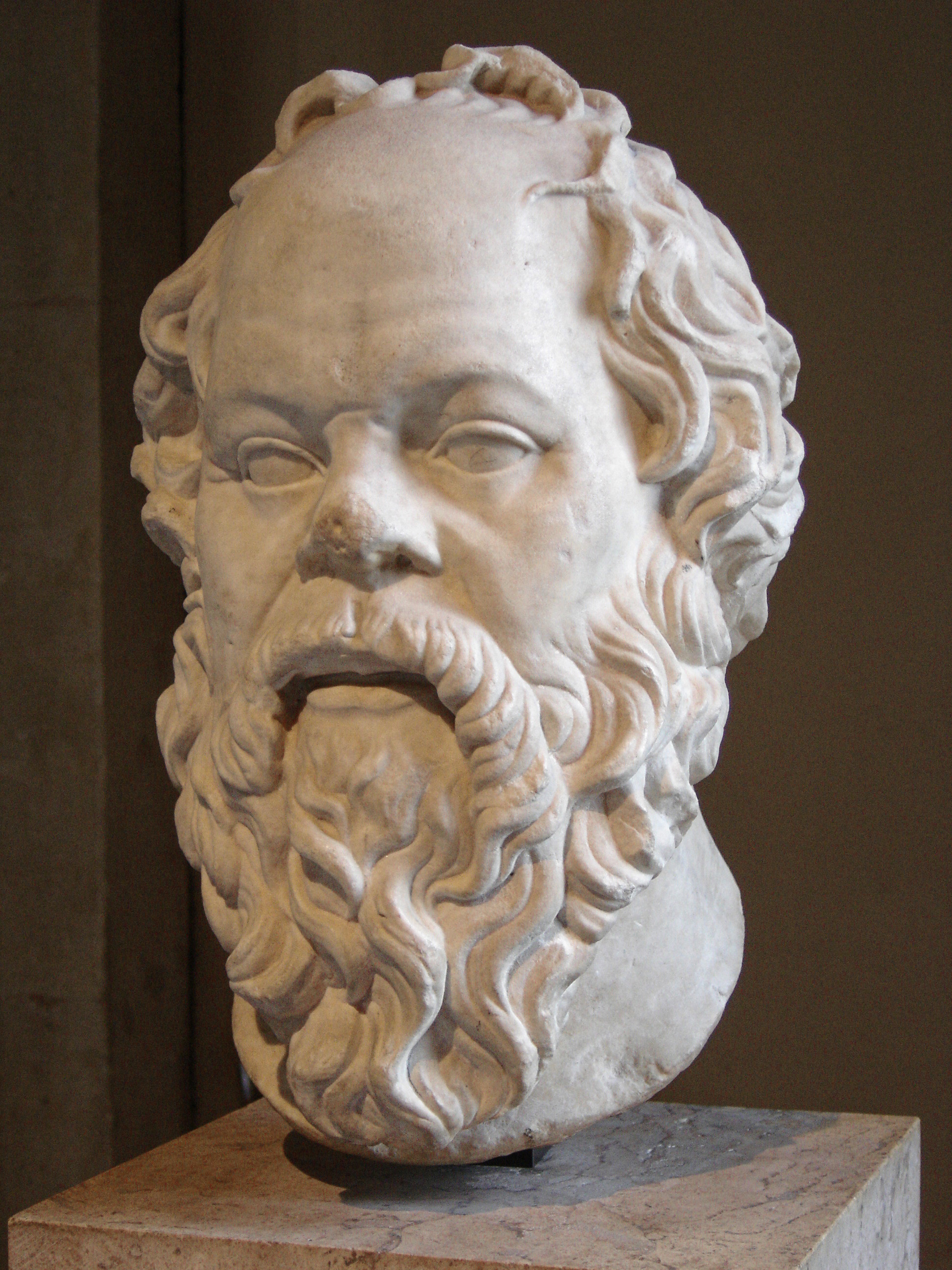
Портрет Сократа

Сократівська іронія полягає в тому, що філософ прикидається неосвіченим, щоб викрити слабкі місця в позиції іншої людини й змусити її усвідомити це. Грецьке слово «ейронея» (дав.-гр. εἰρωνεία) особливо застосовувалося до літотиків як форма маскування.
За словами Теофраста, висміювання — це «докір у скоєній провині, поданий в переносному значенні: те, що змушує слухача шляхом здогадки доповнити те, чого бракує, так, ніби він це знає і додає йому віри». Важливо відрізняти глузування від сократівської іронії: Теофраст чітко посилається на неї у своїй праці «Характери», відрізняючи її від глузування. У своїй книзі Теофраст визначає іронію, посилаючись на сократівський метод: вона полягає у вдаванні наївності.
Для Аристотеля зарозумілість є протилежністю сократівської іронії.
Іронія Сократа — це не просто вдавання невігластва; знецінювальне вдавання також охоплює незнання нічого або вдавання, що співрозмовник не визнає навичок, на які він претендує. Для Сократа запитання — це навчання. Ці лестощі заохочують співрозмовника демонструвати свої уявні знання, дозволяючи Сократові виявити незнання за допомогою методу спростовуючих запитань. Така іронія особливо проявилася в удаваному незнанні, прийнятому Сократом як діалектичний метод: «Сократівська іронія». Цицерон говорив, що Сократ мав м'який гумор і гостру розмову, з дискурсом, пересипаним хитромудрими мовними засобами, що породило сократівську іронію. Ця особлива іронія передбачає визнання незнання, яке маскує скептичне і відсторонене ставлення до певних догм або поширених думок, що не мають під собою підґрунтя у вигляді розуму чи логіки. Серія наївних запитань Сократа точка за точкою виявляє марність або нелогічність твердження, розхитуючи припущення співрозмовника і ставлячи під сумнів його початкові гіпотези.
Але іронія також забавляє глядачів дискусії, які знають, що Сократ мудріший, ніж дозволяє собі здаватися, і може передбачити, трохи наперед, напрямок, який приймуть «наївні» питання. У 19 столітті данський філософ Сьорен К'єркегор захоплювався сократівською іронією і використовував її різновид у кількох своїх творах. Зокрема, він написав магістерську дисертацію під назвою «Поняття іронії з постійним посиланням на Сократа». У цій роботі К'єркегор високо оцінює використання сократівської іронії Арістофаном і Платоном, також стверджуючи, що зображення Сократа в «Хмарах» Арістофана найточніше передає дух сократівської іронії.
На думку Ґреґорі Властоса, різниця між сучасною концепцією іронії та античною полягає в тому, що намір обманути є чужим для першої, але поширеним для другої. Вважається, що образ Сократа як парадигмального іроніста став джерелом цієї зміни значення.